# Olympische Sommerspiele 1956/Teilnehmer (Türkei)
| Gelbes Symbol für Goldmedaillen mit stilisierten Olympischen Ringen | Graues Symbol für Silbermedaillen mit stilisierten Olympischen Ringen | Braundes Symbol für Bronzemedaillen mit stilisierten Olympischen Ringen |
| ------------------------------------------------------------------- | --------------------------------------------------------------------- | ----------------------------------------------------------------------- |
| 3                                                                   | 2                                                                     | 2                                                                       |

Die Türkei nahm an den Olympischen Sommerspielen 1956 im australischen Melbourne sowie den Reitspielen in der schwedischen Hauptstadt Stockholm mit einer Delegation von 19 Sportlern an 20 Wettkämpfen in zwei Sportarten teil.
Es war die achte Teilnahme der Türkei an Olympischen Sommerspielen.
Jüngster Athlet war der Ringer Hamit Kaplan (22 Jahre und 70 Tage), ältester Athlet war der Reiter Salih Koç (38 Jahre und 365 Tage). Fahnenträger für die Spiele in Australien war der Ringer Hamit Kaplan.

## Medaillen
Mit drei gewonnenen Gold-, zwei Silber- und zwei Bronzemedaillen belegte das türkische Team Platz 12 im Medaillenspiegel.

### Gold
| Name               | Sportart | Wettbewerb    |
| ------------------ | -------- | ------------- |
| Mithat Bayrak      | Ringen   | Weltergewicht |
| Mustafa Dağıstanlı | Ringen   | Bantamgewicht |
| Hamit Kaplan       | Ringen   | Schwergewicht |

### Silber
| Name           | Sportart | Wettbewerb    |
| -------------- | -------- | ------------- |
| Rıza Doğan     | Ringen   | Leichtgewicht |
| İbrahim Zengin | Ringen   | Weltergewicht |

### Bronze
| Name               | Sportart | Wettbewerb     |
| ------------------ | -------- | -------------- |
| Hüseyin Akbaş      | Ringen   | Fliegengewicht |
| Dursun Ali Eğribaş | Ringen   | Fliegengewicht |

## Teilnehmer nach Sportarten

### Reiten
Springreiten Mannschaft
- Ergebnisse
Finale: Wettkampf nicht beendet (DNF)
Runde eins: 165,75 Fehlerpunkte, Rang 14
Runde zwei: Wettkampf nicht beendet (DNF)
- Mannschaft
Bedri Böke
Alpaslan Güneş
Salih Koç

Vielseitigkeitsreiten
- Ergebnisse
Finale: Wettkampf nicht beendet (DNF)
Dressur: 443,60 Strafpunkte, Rang 13
Geländeritt: Wettkampf nicht beendet (DNF)
Springreiten: nicht angetreten
- Mannschaft
Nail Gönenlı
Fethi Gürcan
Kemal Özçelik

Einzel
- Bedri Böke
  - Springreiten

Finale: Wettkampf nicht beendet (DNF)
Runde eins: 108,50 Fehlerpunkte, Rang 49
Runde zwei: Wettkampf nicht beendet (DNF)

- Nail Gönenlı
  - Vielseitigkeitsreiten

Finale: Wettkampf nicht beendet (DNF)
Dressur: 133,60 Strafpunkte, Rang 26
Geländeritt: 136,57 Strafpunkte, Rang 25
Springreiten: nicht angetreten

- Alpaslan Güneş
  - Springreiten

Finale: 65,25 Fehlerpunkte, Rang 38
Runde eins: 33,25 Fehlerpunkte, Rang 39
Runde zwei: 32,00 Fehlerpunkte, Rang 33

- Fethi Gürcan
  - Vielseitigkeitsreiten

Finale: Wettkampf nicht beendet (DNF)
Dressur: 143,20 Strafpunkte, Rang 35
Geländeritt: Wettkampf nicht beendet (DNF)
Springreiten: nicht angetreten

- Salih Koç
  - Springreiten

Finale: 53,25 Fehlerpunkte, Rang 30
Runde eins: 24,00 Fehlerpunkte, Rang 28
Runde zwei: 29,25 Fehlerpunkte, Rang 32

- Kemal Özçelik
  - Vielseitigkeitsreiten

Finale: 186,21 Strafpunkte, Rang 18
Dressur: 166,80 Strafpunkte, Rang 52
Geländeritt: 9,41 Strafpunkte, Rang 14
Springreiten: 10,00 Strafpunkte, Rang 21

### Ringen
Freistil
- Hüseyin Akbaş
  - Fliegengewicht

Rang drei, , fünf Minuspunkte
Runde eins: Punktsieg gegen Luigi Chinazzo aus Italien (3:0), ein Minuspunkt
Runde zwei: Schultersieg gegen André Zoete aus Frankreich, ein Minuspunkt
Runde drei: Schultersieg gegen Abdul Aziz aus Pakistan, ein Minuspunkt
Runde vier: Sieg gegen Mirian Zalkalamanidse aus der Sowjetunion nach Punkten (3:0), zwei Minuspunkte
Runde fünf: Niederlage gegen Mohammad Ali Khojastehpour aus dem Iran (0:3), fünf Minuspunkte

- Adil Atan
  - Halbschwergewicht

Rang fünf, ausgeschieden nach Runde vier mit sechs Minuspunkten
Runde eins: Schultersieg gegen Mitsuhiro Ohira aus Japan, null Minuspunkte
Runde zwei: Niederlage gegen Boris Chadschumarowitsch Kulajew aus der Sowjetunion nach Punkten (1:2), zwei Minuspunkte
Runde drei: Punktsieg gegen Viking Palm aus Schweden (2:1), drei Minuspunkte
Runde vier: Niederlage gegen Peter Blair aus den USA nach Punkten (0:3), sechs Minuspunkte

- İsmet Atlı
  - Mittelgewicht

Rang vier, sechs Minuspunkte
Runde eins: Freilos
Runde zwei: Schultersieg gegen Muhammad Faiz aus Pakistan, null Minuspunkte
Runde drei: Punktsieg gegen Abbas Zandi aus dem Iran (3:0), ein Minuspunkt
Runde vier: Punktniederlage gegen Kazuo Katsuramoto aus Japan (0:3), vier Minuspunkte
Runde fünf: gegen Giorgi Sergejewitsch Schirtladse aus der Sowjetunion nach Punkten verloren (1:2), sechs Minuspunkte

- Mustafa Dağıstanlı
  - Bantamgewicht

Rang eins , drei Minuspunkte
Runde eins: Punktsieg gegen Minoru Iizuka aus Japan (3:0), ein Minuspunkt
Runde zwei: Schultersieg gegen Lee Allen aus den USA, ein Minuspunkt
Runde drei: Sieg gegen Fred Kämmerer aus Deutschland nach Punkten (3:0), zwei Minuspunkte
Runde vier: gegen Mohammad Mehdi Yaghoubi aus dem Iran gewonnen (2:1), drei Minuspunkte
Finalrunde: Punktsieg gegen Mykhailo Shakhov aus der Sowjetunion (3:0)

- Adil Güngör
  - Leichtgewicht

ausgeschieden nach Runde drei mit vier Minuspunkten
Runde eins: Punktsieg gegen Georgi Zaychev aus Bulgarien (3:0), ein Minuspunkt
Runde zwei: Sieg gegen Lakhshmi Kant Pandey aus Indien nach Punkten (3:0), zwei Minuspunkte
Runde drei: Punktniederlage gegen Garibaldo Nizzola aus Italien (1:2), vier Minuspunkte

- Hamit Kaplan
  - Schwergewicht

Rang eins , zwei Minuspunkte
Runde eins: 2:1-Punktsieg gegen William Kerslake aus den USA, ein Minuspunkt
Runde zwei: Schultersieg gegen Lila Ram Sangwan aus Indien, ein Minuspunkt
Runde drei: Schultersieg gegen Hussain Noori aus dem Iran, ein Minuspunkt
Runde vier: Freilos
Runde fünf: Punktsieg gegen Taisto Kangasniemi aus Finnland (3:0), zwei Minuspunkte
Finalrunde: gegen Hussein Mehmedow aus Bulgarien nach Punkten gewonnen (3:0)

- Bayram Şit
  - Federgewicht

Rang vier, fünf Minuspunkte
Runde eins: Schultersieg gegen John Elliott aus Australien, null Minuspunkte
Runde zwei: Punktsieg gegen Muhammad Nazir aus Pakistan (2:1), ein Minuspunkt
Runde drei: Punktniederlage gegen Shōzō Sasahara aus Japan (0:3), vier Minuspunkt
Runde vier: Sieg gegen Nasser Givehchi aus dem Iran nach Punkten (0:3), fünf Minuspunkt

- İbrahim Zengin
  - Weltergewicht

Rang zwei , vier Minuspunkte
Runde eins: Schultersieg gegen Ernst Wandaller aus Österreich, null Minuspunkte
Runde zwei: Schultersieg gegen Noel Granger aus Australien, null Minuspunkte
Runde drei: Punktsieg gegen William Fischer aus den USA (3:0), ein Minuspunkt
Runde vier: Punktniederlage gegen Mitsuo Ikeda aus Japan (0:3), vier Minuspunkte
Finalrunde:  Schultersieg gegen Wachtang Balawadse aus der Sowjetunion

Griechisch-Römisch
- Adil Atan
  - Halbschwergewicht

ausgeschieden nach Runde zwei mit drei Minuspunkten
Runde eins: Punktsieg gegen Gyula Kovács aus Ungarn (2:1), ein Minuspunkt
Runde zwei: Niederlage gegen Petko Sirakow aus Bulgarien nach Punkten (1:2), drei Minuspunkte

- İsmet Atlı
  - Mittelgewicht

ausgeschieden nach Runde zwei mit sechs Minuspunkten
Runde eins:  Schulterniederlage gegen Johann Sterr aus Deutschland, drei Minuspunkte
Runde zwei: Niederlage gegen György Gurics aus Ungarn nach Punkten (0:3), sechs Minuspunkte

- Mithat Bayrak
  - Weltergewicht

Rang eins , drei Minuspunkte
Runde eins: Punktsieg gegen Miklós Szilvási aus Ungarn (2:1), ein Minuspunkt
Runde zwei: Schultersieg gegen Mitko Petkow aus Bulgarien, ein Minuspunkt
Runde drei: Sieg gegen Jay Holt aus den USA nach Punkten (3:0), zwei Minuspunkte
Runde vier: gegen Per Berlin aus Schweden nach Punkten gewonnen (3:0), drei Minuspunkte
Runde fünf: Freilos
Finalrunde: Punktsieg gegen Wladimir Manejew aus der Sowjetunion (3:0)

- Rıza Doğan
  - Leichtgewicht

Rang zwei , sieben Minuspunkte
Runde eins: Punktsieg gegen Juan Rolón aus Argentinien (3:0), ein Minuspunkt
Runde zwei: Punktniederlage gegen Bartolomäus Brötzner aus Österreich (1:2), drei Minuspunkte
Runde drei: Sieg gegen Dumitru Gheorghe aus Rumänien nach Punkten (3:0), vier Minuspunkte
Runde vier: Freilos
Runde fünf: gegen Dimitar Stojanow aus Bulgarien gewonnen (2:1), fünf Minuspunkte
Runde sechs: Niederlage gegen Kyösti Lehtonen aus Finnland nach Punkten (1:2), sieben Minuspunkte
Runde sieben: Schultersieg gegen Gyula Tóth aus Ungarn, sieben Minuspunkte

- Dursun Ali Eğribaş
  - Fliegengewicht

Rang drei , drei Minuspunkte
Runde eins: Niederlage gegen Ignazio Fabra aus Italien nach Punkten (1:2), zwei Minuspunkte
Runde zwei: Schultersieg gegen Monty Hakansson aus Australien, zwei Minuspunkte
Runde drei: Schultersieg gegen Dick Wilson aus den USA, zwei Minuspunkte
Runde vier: Punktsieg gegen Nikolay Solovyov aus der Sowjetunion (3:0), drei Minuspunkte

- Hamit Kaplan
  - Schwergewicht

Rang vier, sechs Minuspunkte
Runde eins: 3:0-Punktsieg gegen Adelmo Bulgarelli aus Italien, ein Minuspunkt
Runde zwei: Punktsieg gegen Antonios Georgoulis aus Griechenland (3:0), zwei Minuspunkte
Runde drei: gegen Taisto Kangasniemi aus Finnland nach Punkten gewonnen (2:1), drei Minuspunkte
Runde vier: Punktniederlage gegen Wilfried Dietrich aus Deutschland (0:3), sechs Minuspunkte

- Müzahir Sille
  - Federgewicht

Rang vier, sechs Minuspunkte
Runde eins: Schultersieg gegen Roman Dsneladse aus der Sowjetunion, null Minuspunkte
Runde zwei: Schultersieg gegen Norman Ickeringill aus Australien, null Minuspunkte
Runde drei: Punktniederlage gegen Gunnar Håkansson aus Schweden (0:3), drei Minuspunkte
Runde vier: Schulterniederlage gegen Imre Polyák aus Ungarn (0:3), sechs Minuspunkte

- Yaşar Yılmaz
  - Bantamgewicht

ausgeschieden nach Runde zwei mit vier Minuspunkten
Runde eins: Punktsieg gegen Omer Vercouteren aus Belgien (0:3), ein Minuspunkt
Runde eins: Punktniederlage gegen Konstantin Grigorjewitsch Wyrupajew aus der Sowjetunion (0:3), drei Minuspunkte